# Moi, Jolan
Moi, Jolan est le trentième tome de la série de bande dessinée Thorgal, dont le scénario a été écrit par Yves Sente et les dessins réalisés par Grzegorz Rosiński.

## Synopsis
Jolan honore la promesse qu'il a faite à Manthor de le servir. Mais Manthor apprend à Jolan qu'il ne sera pas le seul en lice. Il rencontrera bientôt d'autres jeunes gens vaillants décidés à ne pas lui laisser la place promise par Manthor. Bouleversée par le départ de son fils, Aaricia va voir une sorcière, qui lui révèle les origines de Manthor.

## Publication
- Le Lombard, novembre 2007,  (ISBN 978-2-80362-265-8)
- Le Lombard, octobre 2013  (ISBN 978-2-8036-2265-8)
- Le Lombard, novembre 2015  (ISBN 978-2-8036-2265-8)